# La Joya (Baja California)
La Joya, más conocida como La Gloria, es una localidad de Baja California en el Municipio de Tijuana. La ciudad tiene una población estimada de 17,472 en 2015. Su área urbana enlaza con Tijuana y con Rosarito.
La clave geoestadisctica del INEGI para la joya es 020040187.